# San Diego Film Critics Society Awards
Ogni anno i membri del San Diego Film Critics Society si riuniscono per votare e assegnare i premi ai migliori film usciti nelle sale lo stesso anno.

## Premi
- Miglior attore (dal 1996)
- Miglior attrice (dal 1996)
- Miglior film di animazione (dal 2003)
- Miglior fotografia (dal 2000)
- Miglior regista (dal 1996)
- Miglior documentario
- Miglior montaggio (dal 2002)
- Miglior cast (dal 2006)
- Miglior film (dal 1996)
- Miglior film in lingua straniera (dal 1996)
- Migliore adattamento della sceneggiatura (dal 1997)
- Migliore sceneggiatura originale (dal 1997)
- Miglior attore non protagonista (dal 1996)
- Miglior attrice non protagonista (dal 1996)
- Migliore scenografia
- Migliore colonna sonora
- Migliori costumi